# Fushigi no Umi no Nadia
Nadia: el Secreto de la Piedra Azul (ふしぎの海のナディア, Fushigi no Umi no Nadia, "Nadia de los Mares Misteriosos") es una serie de anime dirigida por Hideaki Anno y estrenada entre 1990 a 1991.
Esta serie está vagamente inspirada en los trabajos de Julio Verne, en especial en su novela Veinte Mil Leguas de Viaje Submarino (especialmente en los nombres de los personajes y parte de la ambientación), al igual que inspirada en la película "El castillo en el cielo" de Hayao Miyazaki.

## Sinopsis
La aventura nos sitúa en París (Francia), en pleno año 1889. Esta serie cuenta las aventuras de Nadia y Jean, dos jóvenes que por diversas razones acaban viajando juntos para descubrir el secreto de la piedra azul de Nadia, lo cual les llevará desde enfrentarse a un trío de ladrones a subir a un increíble submarino o derrotar a una sociedad terrorista secreta. Además, descubrirán un secreto oculto durante generaciones sobre una antigua civilización de Tartessos, los Atlantes.

## Personajes
Nadia La Arwall (ナディア・ラ・アルウォール, Nadia La Aruvōru): una misteriosa chica de 14 años de aspecto exótico, de la raza nephilim (una raza que vino de M78 hacia la Tierra hace milenios), aunque sus orígenes nunca se llegan a aclarar hasta el final de la serie. Nadia es una chica bondadosa y sensible, aunque algo ruda y tan cabezota como Jean. Es capaz de comunicarse con los animales, razón por la cual es vegetariana, además de ser incapaz de tocar cualquier animal muerto, al quedarse de piedra solo con verlo. Siempre la acompaña un cachorro de león, King. Nadia posee una misteriosa joya azul, llamada Blue Water, que es la clave de toda la historia. A medida que avanza la historia, la relación entre ella y Jean se torna romántica, correspondiendo Nadia los sentimientos de Jean.
Jean-Luc Lartigue (ジャン・ロック・ラルティーグ, Jan Rokku Rarutīgu; Juan en la versión española): inteligente y con una gran pasión por la ciencia, Jean es un niño de 14 años ansioso por descubrir los misterios de la vida y con un apetito voraz por saber cosas. Aunque amable y con un corazón de oro, Jean es algo cabezota a la hora de defender sus metas y pensamientos, sobre todo si está Nadia de por medio. Se enamora de Nadia a primera vista cuando la ve en París. Antepone la lógica a todas las cosas. Es un gran inventor, aunque la mayoría de sus inventos no salen bien. Su padre murió en la guerra y de él solo conserva las gafas que le regaló antes de irse. A lo largo de la serie Jean demuestra tener gran coraje y valor, además de un gran sentido de la justicia y la amistad.
King (キング, Kingu): una cría de león grisáceo amigo de Nadia. King es orgulloso y defiende a su ama con garras y dientes. Está enamorado platónicamente de su amiga y es uno de los principales factores humorísticos de la serie. King demuestra ser muy humano e inteligente pese a su condición animal, pues puede caminar a dos patas si quiere y sabe sumar y restar.
Marie-Anne Carlsberg (マリー・エン・カールスバーグ, Marī En Kārusubāgu; Maria en la versión española): una animada y divertida niña de cuatro años que perdió a sus padres en un ataque terrorista del grupo Neo-Altlante. Cuando Jean y Nadia la encuentran, deciden adoptarla. Marie se autoproclama la "novia" de King, además de considerar a Jean y Nadia sus nuevos padres.
Glandys Granva (グランディス・グランバァ, Gurandisu Guranba; Rebecca Grandis en la versión española): una bella ladrona italiana que lidera el trío de ladrones de la Banda Grandis junto a Sanson y Hanson. En un principio se presenta cómo la enemiga de Nadia y Jean, pero más adelante se vuelve su amiga tras escapar de la base de Gargoyle y quedarse en el Nautilus. Se enamora del capitán Nemo y, cuando descubre que Nadia es la hija del capitán, decide que desde entonces puede llamarla "mamá".
Hanson (ハンソン, Hanson; Sansón en la versión española): el segundo miembro de la Banda Grandis. Hanson es el cerebro del equipo, siendo él el constructor del Gratan (Katherine según Grandis), el poderoso vehículo todoterreno multiuso que usan los miembros de la banda para transportarse de un lugar a otro. Comparte muchas cosas con Jean, además de que ambos sienten la misma pasión por la ciencia.
Sanson (サンソン, Sanson; Bruno en la versión española): el tercer miembro de la Banda Grandis. Sansón es el músculos del equipo y aparenta ser un matón, pero en realidad es un dandi ligón descarado. Además le gustan los niños, pero lo oculta por ser fiel a su señora y jefa.
Nemo (ネモ, Nemo): capitán del misterioso submarino Nautilus. Nemo es un hombre culto y tan misterioso como su navío, pero se preocupa mucho por su tripulación. Más adelante se descubre que es el padre de Nadia.
Electra (エレクトラ, Erekutora): la "mano derecha" del capitán Nemo. Electra es una mujer fría y distante, mostrando una alta devoción hacia su capitán y la nave. Comparte cierta rivalidad con Grandis por la devoción del capitán.
Gargoyle (ガーゴイル, Gāgoiru; Argo en la versión española): el principal antagonista de la serie. Su nombre auténtico es Nemesis la Algol (ネメシス・ラ・アルゴール, Nemeshisu Ra Arugōru), aunque se hace llamar Gargoyle; es un hombre enmascarado sin escrúpulos ni ningún tipo de moral que desea la destrucción del mundo para que se arrodille sobre la raza atlante. Lidera el grupo terrorista Neo-Atlantis y parece saber mucho de Nadia, ya que fue el primer ministro de Tartessos cuando Nemo era el rey de la ciudad.Durante la captura de Nadia, Argo la llama como princesa por ser supuesta heredera del nuevo Imperio Atlante.
Emperador Neo Icon Epiphanis (ネオ・イコン・エピファネス, Neo Ikon Epifanesu): líder absoluto del grupo Neo-Atlantis. Se desconoce todo sobre él de momento, pero es igual a Nadia o Nemo en apariencia. Se caracteriza por ser una persona estoica que lidera el grupo con puño de hierro. En los últimos episodios se revela que es el hermano mayor de Nadia, robotizado y controlado por Gargoyle.

## Bonus extra
Nadia Teatro Bonus o también conocido como Nadia "Omake", son una serie de 10 OVAS de 1991, de una duración de 3 a 4 minutos cada una aproximadamente, incluidas en LD-BOX, DVD-BOX y Blu-ray BOX. Una serie de situaciones cómicas y parodias donde aparecen Nadia, Jean, Marie, King, el Capitán Nemo, Electra y Gargoyle. Con guiones de Hiro Yamaguchi, Kazuya Tsurumaki y Hideaki Anno, y bajo la dirección de Kazuya Tsurumaki.

## Música
El apartado musical de este anime, está compuesta por las canciones de apertura, de cierre, canciones insertas y la música de fondo. Todas las canciones fueron publicadas por Starchild, agencia perteneciente a la discográfica King Records, dedicada a la música para dibujos animados.
La canción de apertura llamada "Blue Water" y la de cierre, llamada "Yes, I will" son cantadas por Miho Morikawa. Ambas canciones fueron publicadas en un sencillo el 25 de abril de 1990, habiéndose grabado un videoclip para la canción de apertura.  Las ventas del sencillo fueron exitosas llegando a alcanzar el puesto 17 del Oricon.
En el año 2007, la cantante realizó nuevas versiones y remezclas de las dos canciones con arreglos más modernos. Estas versiones fueron incluidas en un EP ese mismo año.